# Газовик-Хуртовина
Футбольно-оздоровчий клуб «Газовик-Хуртовина» тепер «Хуртовина» — український аматорський футбольний клуб, який представляє місто Комарно Львівської області. Виступає в Першій Лізі Львівської області. Чемпіон Львівщини 1990. Грав у другій лізі чемпіонату України протягом 1992—2001 років.

## Попередні назви
- до 1939: «Хуртовина»
- до 2001: «Газовик»
- з 22 липня 2004 — «Газовик-Хуртовина»

## Історія

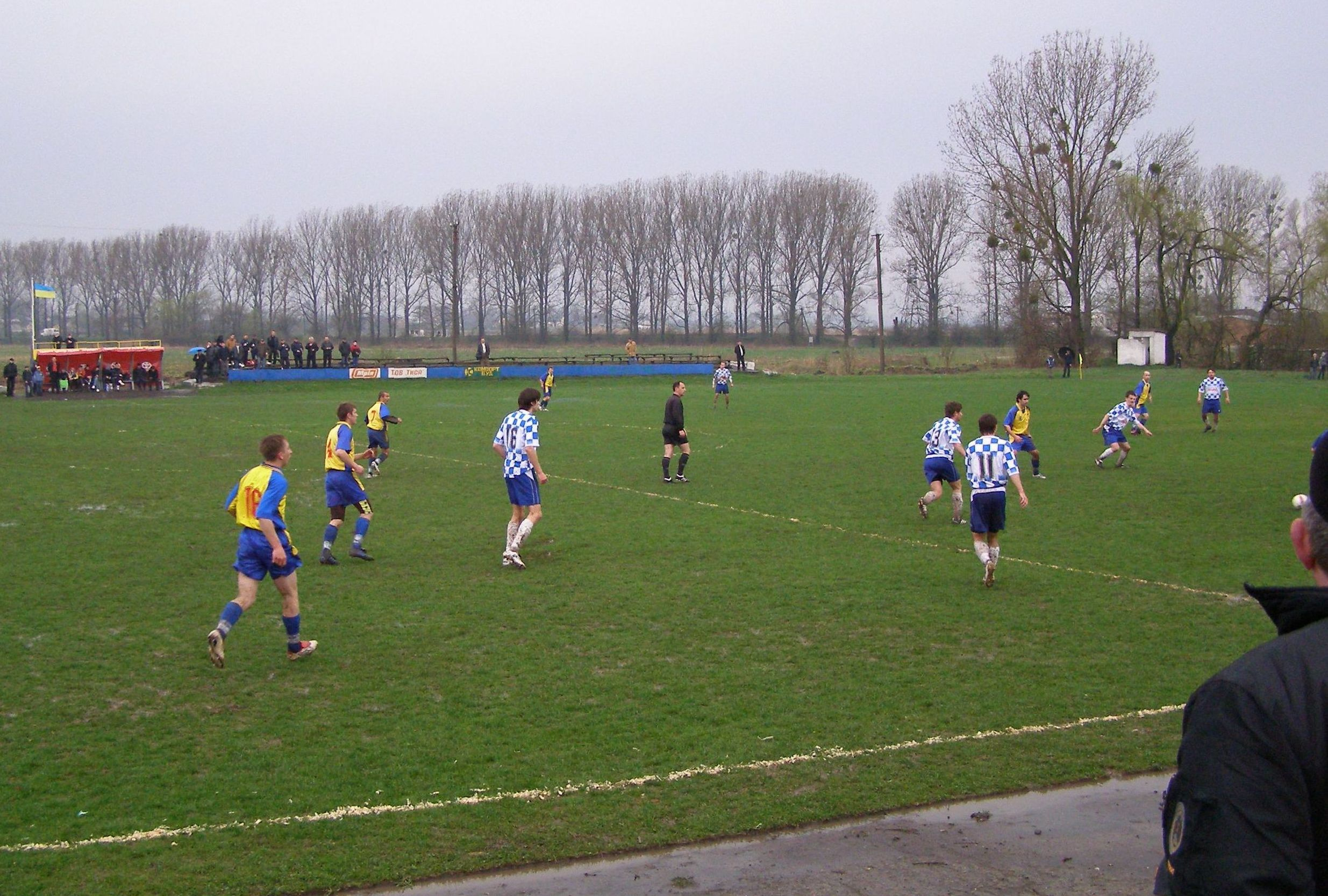
«Газовик» (у жовтому) під час виїзної гри проти «Пустомит» у чемпіонаті області 2009

Футбольна команда в Комарні була відома ще у 30-х роках 20-го століття. До 1939 року команда під назвою «Хуртовина» виступала в чемпіонаті Польщі. У радянський період команда під назвою «Газовик» виступала на аматорському рівні в чемпіонаті Львівської області, стала чемпіоном області 1990 року. Із здобуттям Україною незалежності в першому чемпіонаті «Газовик» стартував в перехідній лізі (першій підгрупі). З першої спроби команда зайняла друге місце в своїй групі з відставанням від першого на одне очко. Наступний сезон «Газовик» провів вже у другій лізі, де зайняв 7-е місце і закріпився там на 8 наступних сезонів.
У 2001 році команда переїхала в Стрий, де об'єдналась з місцевим клубом «Газовидобувник-Скала» під новою назвою «Газовик-Скала» (Стрий). Ця команда продовжила виступати у другій лізі. «Газовик» на декілька років припинив існування, щоб знову відродитись під назвою «Газовик-Хуртовина», а тепер «Хуртовина». Відроджена команда з того часу виступає в чемпіонаті Львівської області.
Юнацька команда «Газовик-Хуртовина» виграла першість Львівської області 2008 року.

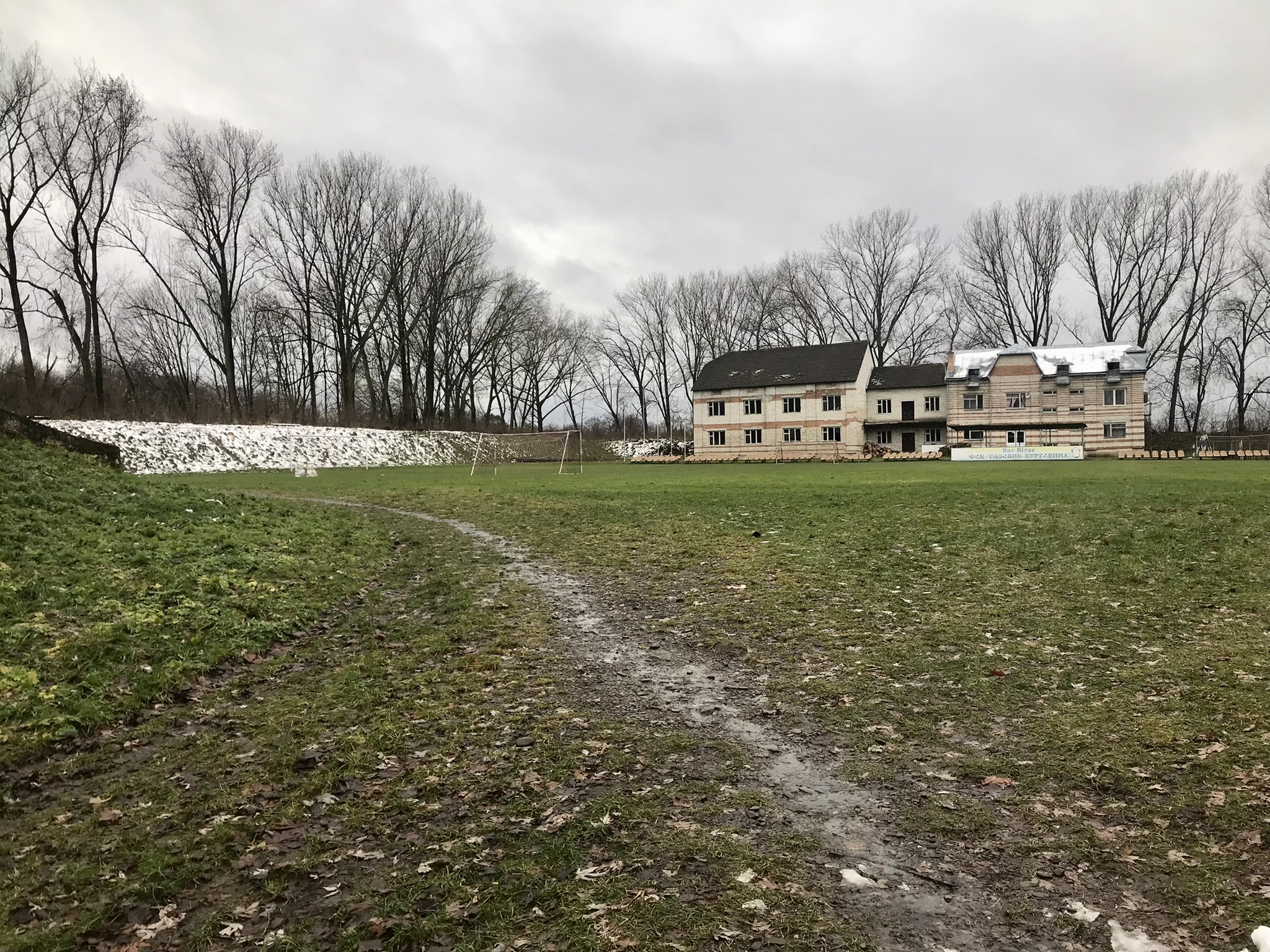
Стадіон "Газовик" у Комарні

## Всі сезони в незалежній Україні
| Сезон   | Чемпіонат                | Чемпіонат | Чемпіонат | Чемпіонат | Чемпіонат | Чемпіонат | Чемпіонат | Чемпіонат | Кубок       | Кубок | Кубок | Кубок | Кубок | Кубок | Кубок | Примітка |
| Сезон   | Ліга                     | Місце     | І         | В         | Н         | П         | М         | О         | Етап        | І     | В     | Н     | П     | М     | О     | Примітка |
| ------- | ------------------------ | --------- | --------- | --------- | --------- | --------- | --------- | --------- | ----------- | ----- | ----- | ----- | ----- | ----- | ----- | -------- |
| 1992    | Перехідна Перша підгрупа | 2 з 9     | 16        | 8         | 4         | 4         | 24−17     | 20        | -           | -     | -     | -     | -     | -     | -     |          |
| 1992/93 | Друга                    | 7 з 18    | 34        | 13        | 8         | 13        | 37−47     | 34        | 1/16 фіналу | 4     | 1     | 1     | 2     | 6−4   | 3     |          |
| 1993/94 | Друга                    | 16 з 22   | 42        | 13        | 11        | 18        | 43−46     | 37        | -           | -     | -     | -     | -     | -     | -     |          |
| 1994/95 | Друга                    | 8 з 22    | 42        | 22        | 6         | 14        | 66−39     | 72        | 1/16 фіналу | 5     | 3     | 0     | 2     | 8−5   | 6     |          |
| 1995/96 | Друга Група А            | 10 з 22   | 40        | 18        | 8         | 14        | 47-38     | 62        | 1/16 фіналу | 3     | 2     | 1     | 0     | 4−0   | 5     |          |
| 1996/97 | Друга Група А            | 12 з 16   | 30        | 9         | 7         | 14        | 23−26     | 34        | 1/16 фіналу | 3     | 1     | 1     | 1     | 4−3   | 3     |          |
| 1997/98 | Друга Група А            | 11 з 18   | 34        | 11        | 8         | 15        | 30−38     | 41        | 1/64 фіналу | 4     | 2     | 1     | 1     | 4−2   | 5     |          |
| 1998/99 | Друга Група А            | 4 з 15    | 28        | 15        | 5         | 8         | 41−25     | 50        | 1/32 фіналу | 6     | 5     | 0     | 1     | 12−7  | 10    |          |
| 1999/00 | Друга Група А            | 7 з 16    | 30        | 12        | 7         | 11        | 43−40     | 43        | -           | -     | -     | -     | -     | -     | -     |          |
| 2000/01 | Друга Група А            | 10 з 16   | 30        | 9         | 10        | 11        | 26−38     | 37        | -           | -     | -     | -     | -     | -     | -     |          |
| Всього  | Перехідна                | 1 сезон   | 16        | 8         | 4         | 4         | 24−17     | 20        | →6 сезонів  | 25    | 14    | 4     | 7     | 38−21 | 46    |          |
| Всього  | Друга                    | 9 сезонів | 310       | 122       | 70        | 118       | 356−337   | 436       |             |       |       |       |       |       |       |          |